# Patience & Prudence
Patience & Prudence was een Amerikaanse meidengroep, bestaande uit de zusters Patience Ann McIntyre (15 augustus 1942) en Prudence Ann McIntyre (12 juli 1945 – 15 september 2023).

## Jeugd
Patience en Prudence McIntyre werden geboren in Los Angeles. Hun vader Mark McIntyre was orkestleider, pianist en songwriter, die tijdens de jaren 1940 had gewerkt met Frank Sinatra. In de zomer van 1956 introduceerde hij zijn 11- en 14-jarige dochters  bij de Liberty Records-studio's in Los Angeles. Het duo maakte een demotape van de song Tonight You Belong to Me, een vroegere hit van Gene Austin in 1927, die werd geschreven door Billy Rose en Lee David.

## Carrière
Ze kregen een contract en publiceerden direct een opname van de meiden als een commerciële single, met als B-kant A Smile and a Ribbon, met muziek van hun vader. De song bereikte een 4e plaats in de Billboard Hot 100 en was twee jaar lang de meest verkochte plaat van Liberty Records. Er werden meer dan een miljoen exemplaren van verkocht en ze kregen hiervoor een gouden plaat.
Hun songs Gonna Get Along Without Ya Now (11e plaats), met als B-kant The Money Tree (73e plaats) plaatsten zich in de Hot 100. Ze traden in hetzelfde jaar op in de Perry Como-show op televisie. Ze brachten ook andere singles zoals Little Wheel en All I Do Is Dream Of You uit, maar konden zich niet in de hitlijst plaatsen.
Ze brachten verschillende andere singles bij het label Chattahoochee Records uit, inclusief een opname van Tonight You Belong To Me (1964). In 1978 kwamen ze weer samen om op te treden in een Dick Clark-tv-special en verklaarden dat ze beiden in de eerste plaats geen artiesten wilden zijn en dat hun succes slechts een incident was. Ze verklaarden ook dat hun vader hen niet in de schijnwerpers wilde plaatsen voor persoonlijke redenen, dus weigerde hij alle andere televisie- en commerciële aanbiedingen, wat de beide meiden belette om hun professionele muziekcarrière verder te ontplooien.
Collectors Choise publiceerde een cd-compilatie van al hun Liberty Records-singles.

## Privéleven
Beide zusters wonen tegenwoordig in Wisconsin.
Prudence Ann McIntyre overleed op 15 september 2023 leeftijd.

## Discografie

### Singles
- 1956: Gonna Get Along Without Ya Now
- 1956: Dreamers' Bay / We Can't Sing Rhythm And Blues
- 1956: Tonight You Belong To Me / A Smile and a Ribbon
- 1957: You Tattletale / Very Nice is Bali Bali
- 1957: Witchcraft / Over Here
- 1958: Tom Thumb's Tune
- 1958: All I Do Is Dream Of You / Your Careless Love
- 1958: Heavenly Angel / Little Wheel
- 1959: Should I / Whisper Whisper (met Mike Clifford)
- 1964: Didn't I / Apples on the Lilac Tree
- 1965: Tonight You Belong to Me / How Can I Tell Him

### Albums
- 1957: A Smile And A Song